# マンダス
マンダス（イタリア語: Mandas）は、イタリア共和国サルデーニャ州南サルデーニャ県にある、人口約2,100人の基礎自治体（コムーネ）。

## 地理

### 位置・広がり

#### 隣接コムーネ
隣接するコムーネは以下の通り。
- エスコルカ
- ジェルジェーイ
- ジェージコ
- ヌッリ
- セッリ
- シウルグス・ドニガーラ
- スエッリ